# Thyroptera lavali
Thyroptére de LaVal
Espèce
Statut de conservation UICN

 DD  : Données insuffisantes
Répartition géographique
Thyroptera lavali, le Thyroptére de LaVal, est une espèce de chauves-souris de la famille des Thyropteridae répandue dans le nord de l'Amérique du Sud.

## Description
L'espèce est plus grande et plus forte que les autres espèces du genre. Elle a aussi une fourrure plus courte. La longueur totale, queue comprise, est de 74 à 87 mm, la queue occupant 23 à 31 mm. Le Thyroptére de LaVal a des pattes postérieures de 4 à 7 mm de long et des oreilles de 8 à 12 mm de long.
Les avant-bras mesurent de 37 à 41 mm de long, sont poilus et pèsent de 4 à 6 g. La fourrure laineuse a une couleur brun cannelle sur le dessus et une fourrure jaune-brun sur le dessous. La queue dépasse légèrement du caudé. Il y a souvent de petits lambeaux de peau sur l'éperon du talon (calcar).

## Mode de vie
Le Thyroptére de LaVal est une espèce insectivore qui capture ses proies en vol au-dessus des ruisseaux forestiers. Les découvertes de femelles gravides datent d'octobre et les femelles avec des mamelles productrices de lait sont connues de janvier et février. En Amazonie, les petits naissent au début de la saison des pluies.

## Répartition
Cette chauve-souris se rencontre au Brésil, en Équateur, au Pérou et au Venezuela. Elle est présente aux altitudes comprises entre 110 et 700 m. Jusqu'en 2016, seuls des fossiles étaient documentés en Colombie. Cette chauve-souris vit dans les forêts tropicales sempervirentes avec des sous-bois clairsemés. Une découverte en Équateur a eu lieu dans un marécage avec des palmiers du genre Mauritia.

## Classification
Le nom valide complet (avec auteur) de ce taxon est Thyroptera lavali Pine (d), 1993,.
Ce taxon porte en français le nom vernaculaire ou normalisé suivant : Thyroptére de LaVal.

## Étymologie
Son épithète spécifique, lavali, lui a été donnée en l'honneur du mammalogiste costaricain Richard K. LaVal (d) pour son importante contribution.

## Publication originale
- (en) R. H. Pine, « A new species of Thyroptera Spix (Mammalia : Chiroptera : Thyropteridae) from the Amazon Basin of northeastern Perú », Mammalia, De Gruyter, vol. 57, no 2,‎ 1993, p. 213-226 (ISSN 0025-1461 et 1864-1547, DOI 10.1515/MAMM.1993.57.2.213, lire en ligne).